# Liste von psychiatrischen Kliniken in Berlin
Die Liste von Psychiatrien in Berlin ist eine unvollständige Liste und erfasst ehemalige und aktuelle psychiatrische Fachkliniken des Landes Berlin.

## Liste
In chronologischer Reihenfolge:
| Name                                          | Gründung | Bemerkungen                                                                                                   | Bild |
| --------------------------------------------- | -------- | --- | ---- |
| Karl-Bonhoeffer-Nervenklinik                  | 1880     | 2006 geschlossen, seit 2013 Notunterkunft u. a. für Asylbewerber                                              |      |
| Heil- und Pflegeanstalt Berolinum             | 1890     | 1978 geschlossen                                                                                              |      |
| Alexianer St. Joseph Berlin-Weißensee         | 1891     | Gegründet als „St. Joseph-Heil- und Pflegeanstalt“.                                                           |      |
| Sanatorium Schloss Tegel                      | 1931     | Schließung August 1931, Sigmund Freud hielt sich dort auf und Prinzessin Alice von Battenberg war ein Patient |      |
| Oberbergklinik Berlin/Brandenburg             | 1988     | Am Großen Glubigsee gelegen.                                                                                  |      |
| Psychiatrische Tagesklinik auf dem TWW-Campus |          | [ 2 ] |      |
| Fliedner Klinik Berlin                        |          | [ 3 ] |      |